# Sunrise Shores
Sunrise Shores es un lugar designado por el censo ubicado en el condado de Henderson en el estado estadounidense de Texas. En el Censo de 2020 tenía una población de 598 habitantes y una densidad poblacional de 421,13 habitantes por km². Fue incluido como CDP en el censo de 2020.

## Geografía
Sunrise Shores se encuentra ubicado en las coordenadas 32°10′39″N 95°30′10″O / 32.17750, -95.50278. Según la Oficina del Censo de los Estados Unidos,  tiene una superficie total de 1,42 km², de la cual 0,93 km² corresponden a tierra firme y 0,49 km² a agua.